# Thymoites simplex
Thymoites simplex là một loài nhện trong họ Theridiidae.
Loài này thuộc chi Thymoites. Thymoites simplex được Elizabeth Bangs Bryant miêu tả năm 1940.